# Oxtongue Lake
Oxtongue Lake är en sjö i Kanada.   Den ligger i countyt Haliburton County och provinsen Ontario, i den sydöstra delen av landet, 250 km väster om huvudstaden Ottawa. Oxtongue Lake ligger 370 meter över havet.
I omgivningarna runt Oxtongue Lake växer i huvudsak blandskog. Trakten runt Oxtongue Lake är nära nog obefolkad, med mindre än två invånare per kvadratkilometer.